# Marne (Ohio)
Marne es un lugar designado por el censo ubicado en el condado de Licking en el estado estadounidense de Ohio. En el Censo de 2010 tenía una población de 783 habitantes y una densidad poblacional de 341,6 personas por km².

## Geografía
Marne se encuentra ubicado en las coordenadas 40°4′27″N 82°18′12″O / 40.07417, -82.30333. Según la Oficina del Censo de los Estados Unidos, Marne tiene una superficie total de 2.29 km², de la cual 2.29 km² corresponden a tierra firme y (0.11%) 0 km² es agua.

## Demografía
Según el censo de 2010, había 783 personas residiendo en Marne. La densidad de población era de 341,6 hab./km². De los 783 habitantes, Marne estaba compuesto por el 96.42% blancos, el 0.64% eran afroamericanos, el 0.13% eran amerindios, el 0.13% eran asiáticos, el 0% eran isleños del Pacífico, el 0% eran de otras razas y el 2.68% pertenecían a dos o más razas. Del total de la población el 2.17% eran hispanos o latinos de cualquier raza.